# L'Aéroport
Pour les articles homonymes, voir Aéroport.
 L'Aéroport était un cabaret parisien situé dans le quartier Notre-Dame-des-Champs au no 11 de la rue Jules-Chaplain à Paris dans le 6e arrondissement. Il est depuis occupé par le cinéma MK2 Parnasse.

## Historique
C'est une boîte de jazz des années 1930, dirigée par André Ekyan et Daniel, inaugurée en juin 1932,, avec l'orchestre Max Elloy et son quadrille,  à la batterie Max Elloy, André Ekyan, à la trompette : Harry Cooper et au piano : Alain Romans.
Django Reinhardt s'y produisit également. Le photographe Émile Savitry y fit quelques clichés.
Elle est transformée en cinéma, le Studio de Paris.

## Spectacles
- Inauguration avec Marguerite Gilbert, Belle Barie et Emma Martinez[1].

## Clients et musiciens célèbres
(liste non exhaustives)
- Django Reinhardt